# こだか和麻
こだか 和麻（こだか かずま、1969年11月19日 - ）は、日本の漫画家、同人誌作家、イラストレーター。兵庫県神戸市出身。埼玉県在住。血液型はO型。女性漫画家。。兄は声優の一条和矢。1989年、19歳時に学校を退学し1989年に『せっさ拓磨!』（『週刊少年チャンピオン』1990年2・3合併号、秋田書店）でデビューしたが、後にボーイズラブ(BL)に転向した。代表作に『KIZUNA』など。

## 人物概要・作風
19歳時に学校を退学してデビュー。その後ボーイズラブ(BL)にジャンルを転向する。公式サイトによれば、「BL創世記からズルズル活動中。」とのこと。
商業誌では主にビブロス社で作品を発表。同社の倒産に伴いリブレや廣済堂出版に活動の場を移す。同人作家としても多数作品を発表している。
個人サークル「K2COMPANY」（同人誌）及び「Studio K2」（CD販売）を主宰する。
2011年の著書では、入浴がストレス解消法であるとしている。文鳥を飼育しており、公式Webサイトや『つれづれ絵巻』(2011)で言及がある。

## 作品リスト

### 漫画
- 1992年12月 - KIZUNA[8] - 初単行本、ビブロス社のオリジナル単行本では全11巻。 2008年には『絆』として新装版が発売。
- 1993年 6月 - せっさ拓磨！[8] - 絆シリーズ。
- 1993年12月 - 腐った教師の方程式[8] - ビブロス社のオリジナル単行本では全10巻。関係者間では「腐教」と略されている[5]。
- 1995年 3月 - KI・ME・RA[8] - 以下続刊。ロマンチックSF作品。5巻では担当編集者が胸毛に非常にこだわったと言う。2009年には『キメラ』として新装版が発売。
- 1995年 5月 - 背広のハウスキーパー[8] - サラリーマン特集用の作品が好評で、シリーズ化された。2009年には新装版が発売。
- 1999年 4月 - 乱れそめにし
- 2000年 7月 - NOT READY!?センセイ[8] - 以下続刊。2009年には新装版が発売。
- 2001年12月 - めざせHERO![8] - 以下続刊。デカ(刑事)特集用の読み切りがシリーズ化された。2009年には新装版が発売。
- 2003年 7月 - 異邦人 〜エトランゼ〜 - ファンタジー読み切りがシリーズ化された。2009年には新装版が発売。
- 2006年 9月 - 恋愛方程式[8]
- 2006年11月 - SEXセラピスト
- 2008年 5月 - BORDER-境界線- - 以下続刊。
- 2011年12月 - イクメン☆アフター[8]
- 2011年12月 - つれづれ絵巻[8] - 初のエッセイコミック。これまでのあとがきや穴埋め用の四コママンガなどをまとめたもの。1991年から20年来の担当編集者であり、こだかの単行本も40冊以上(2011年時点)担当した「I本」女史[15]の奇行についての言及が多く、表紙もI本女史である。
- 2016年 9月 - GUN&HEAVEN
- 縁〜えにし〜[* 1]

### 小説扉絵・イラスト
- 死神のスプーン（原著・文：S・稔也）
- 僕のセクシャルハラスメント（原著・文：桃さくら）

### 同人誌
KIZUNAの番外編である「華と龍」シリーズなど多数。

### イラスト集・原画集
- 1997年 7月 こだか和麻ILLUSTRATIONS（イラストレーションズ） - こだか和麻初画集（ビブロス ISBN 978-4-88271-684-6) [8]

### その他
同人を含めた作品を題材にしたドラマCD、OVAなど。